# Житловий комплекс «Поділ Престиж»
Житлово-офісний комплекс «Поділ Престиж», відомий також як «Монстр на Подолі» — житлово-офісний комплекс на вулиці Нижній Вал, 27-29.

## Назва
У ЗМІ та соцмережах за комплексом закріпилася назва «Монстр на Подолі» (також зустрічаються варіанти «Будинок-монстр» та «Потвора на Подолі»). Таку назву будівля дістала, адже відома тим, що під час реконструкції забудовник незаконно добудував додаткові чотири поверхи. Як наслідок, зведення дванадцятиповерхової споруди призвело до порушення історичної об'ємно-просторової композиції Подолу.
Офіційна назва будівлі — «житлово-офісний комплекс “Поділ Престиж”».

## Історія

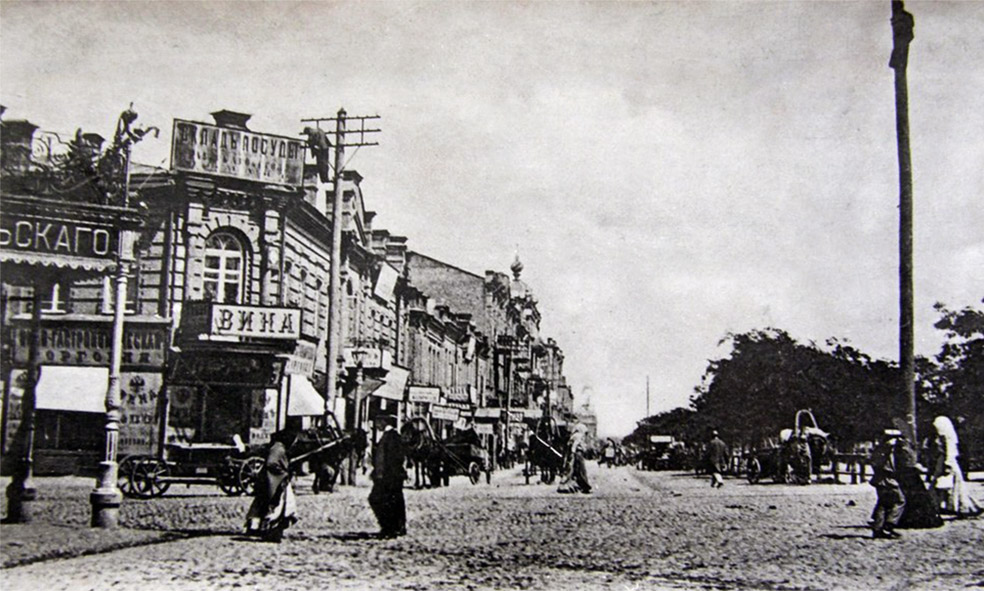
Ріг вулиць Нижній Вал і Костянтинівської (1900-ті роки)

Станом на 1882 рік ділянка на розі Нижнього Валу і Костянтинівської вулиці належала купцю Е. Ф. Бужинському. На його замовлення тут звели кам'яний двоповерховий будинок із крамницями на першому поверсі. Кам'яниця не збереглась.
18 липня 2005 року Київська міська рада ухвалила рішення № 843/3418 про передачу земельної ділянки площею 3549 м² товариству з обмеженою відповідальністю «Пателі Лізинг» для будівництва восьмиповерхового житлово-офісного комплексу з вбудованими приміщеннями громадського харчування та підземним паркінгом. 2009 року Департамент містобудування та архітектури КМДА на підставі висновку ДП «Укрдержекспертиза» затвердив проектну документацію для будівництва. 28 грудня 2010 року Київрада рішенням № 524/5336 продовжила договір оренди. 2011 року провели повторну експертизу проекту.

## Порушення під час забудови
ТОВ «Пателі Лізинг» самочинно скоригувало проект до 13 поверхів. 2014 року забудовник встиг звести 12 поверхів. Висота нового об'єкту становила 33,9 метрів. Водночас в історичній частині Подолу заборонено зводити будівлі вище 27 метрів. У цілому, забудовник порушив вимоги щодо обсягів будівництва, умови договору оренди ділянки і погодження проектної документації.
Депутатка Київради, активна противниця незаконної забудови історичного середмістя Ольга Балицька повідомила про небезпеку життю та здоров'ю майбутніх мешканців будинку:
| «Земельна ділянка, на якій вона розташована, довгий час стояла незабудована. Забудовувати її не можна було взагалі. Там розташовані інженерні мережі стратегічного значення: лінія метрополітену низького залягання, два міських колектори, кабельна мережа високої напруги, газопровід, водогін, тепломережа... Якщо цю будівлю заселити просто зараз, заїдуть усі люди, які там потенційно можуть жити та завезуть меблі, вона просто впаде в метрополітен»[4]. |
Віцепрезидентка Національної спілки архітекторів України Олена Олійник звернула увагу на те, що споруда зведена на ділянці, яка розміщена у п'яти охоронних зонах і межує з охоронними зонами сімнадцяти пам'яток архітектури та історії. За законом, на цій території дозволяється тільки реконструкція, реставрація будівель й адаптація нових споруд до загального історичного ансамблю.
Експерти наголошували, що насправді допустима висотність житлового комплексу мала становити чотири, а не дванадцять поверхів.

## Судовий процес

Об'єкт вище дозволених норм для історичної частини Подолу

У грудні 2014 року Київська міська рада, як уповноважена особа на розпорядження ділянкою територіальної громади, на якій ведеться незаконне будівництво, звернулася з відповідним позовом до Господарського суду Києва.
Справу № 910/27779/14 про знесення незаконної надбудови, яка зведена з відхиленням від погодженої проектної документації, розглядали впродовж п'яти років.
12 січня 2018 року Державна архітектурно-будівельна інспекція України (ДАБІ) анулювала дозвіл на виконання будівельних робіт на вулиці Нижній Вал, 27-29. 27 грудня 2018 року Окружний адміністративний суд міста Києва скасував це рішення.
ДАБІ подала апеляцію. Однак 24 квітня 2019 року Шостий апеляційний адміністративний суд скаргу залишив без задоволення.
27 листопада 2019 року Господарський суд міста Києва ухвалив рішення про знесення незаконної надбудови.
27 лютого 2020 року Північний апеляційний господарський суд у складі колегії суддів головуючої Агрикової  О. В., Мальченко А. О., Чорногуза М. Г. скасував як попереднє судове рішення, так і заборону Державній архітектурно-будівельній інспекції України  видавати забудовнику документи про готовність будівлі.
Київська міська рада оскаржила постанову апеляційної інстанції і звернулась із касаційною скаргою до Верховного суду. 24 червня 2020 року судді Касаційного господарського суду касацію задовольнили, апеляцію скасували і відправили справу для продовження розгляду.
Забудовник знову звернувся до ДАБІ з вимогою видати сертифікат про введення комплексу в експлуатацію. Однак 13 серпня 2020 року інспекція на підставі невиконання умов відмовилась надавати відповідні документи.

## Демонтаж
Господарський суд зобов'язав забудовника за власний рахунок знести незаконну надбудову, що зведена вище восьмого поверху житлово-офісного комплексу.
Архітекторка Олена Олійник запевняла, що сучасні технології дозволяють без жодних перешкод демонтувати незаконну надбудову:

| «Аналіз підтверджує, що у конструкціях нижніх поверхів будинку після зняття навантаження не відбудеться жодних негативних змін. Для забезпеченості цілісності просторової системи необхідно в процесі демонтажу вивільнити частину арматури на позначці четвертого поверху. Робота навіть не потребує спеціальних механізмів. Баштові крани, які можуть знадобитися для демонтажу, можуть розміщуватися на вулиці Нижній Вал. Процес демонтажу триватиме кілька днів. На цей час можливе перекриття вулиці та відведення руху»[4]. |

## Подальші події
У серпні 2021 році у ЗМІ повідомили, що у будинку помітили ознаки життя: у мережі оприлюднили відео, на якому видно світло, ввімкнене у квартирі на одному з поверхів, які підлягають знесенню, також з'явилася інформація про продаж квартир у будинку за низькими цінами. У Київраді пояснили, що будівля не введена в експлуатацію і жити в ній люди не мають права, однак заявили, що вдіяти з цим нічого не можуть. Згодом у будівлі відкрилася низка закладів.
20 червня 2023 року секретар Київради Володимир Бондаренко повідомив, що Північний апеляційний господарський суд поновить розгляд справи про демонтаж незаконної частини «Монстру на Подолі». Вже наступного дня, 21 червня, стало відомо, що Північний апеляційний господарський суд призначив четверту експертизу щодо будинку.